# Parmeliella mariana
Parmeliella mariana är en lavart som först beskrevs av Elias Fries, och fick sitt nu gällande namn av P. M. Jørg. & D. J. Galloway. Parmeliella mariana ingår i släktet Parmeliella och familjen Pannariaceae.   Inga underarter finns listade i Catalogue of Life.